# 대동중학교 (경북)
대동중학교(大東中學校)는 대한민국 경상북도 포항시 북구 우현동에 있는 사립 중학교이다.

## 학교 연혁
- 1968년 9월 20일 : 학교법인 동인교육재단 설립인가 (초대 재단 이사장 김경섭 선생 취임)
- 1969년 3월 3일 : 대동중학교 개교식 및 제1회 입학식
- 1969년 9월 20일 : 초대 교장 김현호 선생 취임
- 1992년 12월 19일 : 신축교사 이전(우현동 107번지에서 현부지)
- 2015년 5월 11일 : 제5대 재단이사장 장호선 선생 취임
- 2023년 9월 1일 : 제11대 교장 김준철 선생 취임
- 2024년 1월 5일 : 제53회 졸업식(130명, 누적 인원 15,523명)
- 2024년 3월 4일 : 제56회 입학식(124명)

## 참고 자료
- 대동중학교 - 한국교육학술정보원 학교알리미